# Черчил (река)
Черчил (енгл. Churchill River) је река која протиче кроз канадске преријске покрајине Алберта, Саскачеван и Манитоба. Отока је језера Черчил (Алберта) а укупна дужина тока износи 1.609 км. Река је име добила по Џону Черчилу, првом војводи од Молбороа и гувернеру Компаније Залива Хадсон у периоду 1685—1691. Индијански народ Кри ову реку зове Мисинипи што значи „велика вода“.
Улива се у Хадсонов залив код града Черчила у покрајини Манитоба.